# Emil Wezel

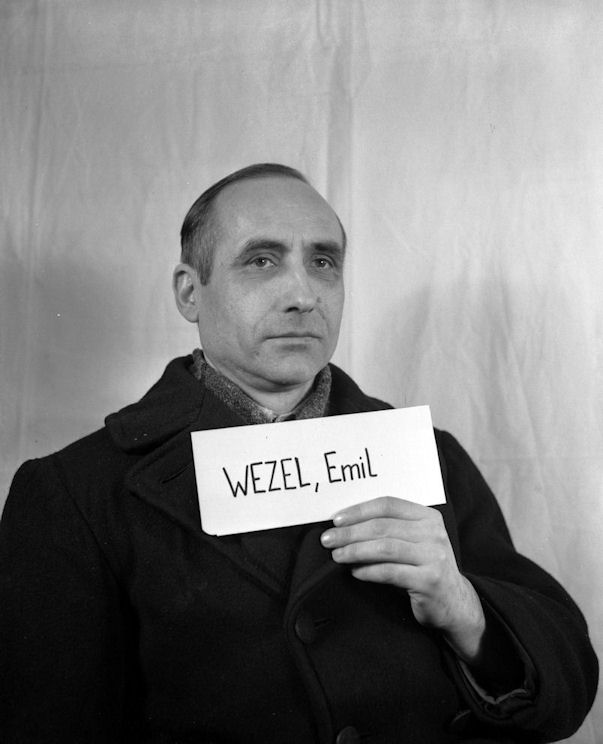
Aufnahme Emil Wezels im Zuge seiner Vernehmung im Rahmen des Wilhelmstraßen-Prozesses

Emil Wezel (* 27. Februar 1905 in Stuttgart-Berg; † 26. Juli 1984) war ein deutscher Pädagoge.

## Leben
Der Lehrersohn Emil Wezel besuchte das Stuttgarter Reformrealgymnasium und ab 1920 das Lehrerseminar Backnang. Nach dem Abschluss 1926 studierte er Germanistik, Pädagogik, Philosophie und Psychologie in Tübingen, München und Berlin. 1933 legte er in Tübingen die Prüfung für den höheren Volksschuldienst ab und wurde promoviert.
Ab 1936 unterrichtete er an der Mädchenvolksschule in Ludwigsburg, allerdings nur bis 1939, angeblich aus politischen Gründen, da dem württembergischen Kultminister Mergenthaler sein Unterricht zu wenig nationalsozialistisch gewesen sei, wie er in seinem Spruchkammerverfahren nach dem Krieg ausführte. Ein selbst verfasster Lebenslauf von 1937 zeigt jedoch eine andere politische Ausrichtung Wezels. Am 1. Mai 1937 war er auch in die NSDAP eingetreten (Mitgliedsnummer 5.209.482).
Ab 1939 war Wezel Geschäftsführer beim Schwäbischen Heimatbund und Sekretär des Schwäbischen Dichterkreises. In dieser Funktion gab er zum Beispiel die Jahresgabe unter dem Titel „Brot und Wein“ heraus. Nach seiner Einberufung zur Wehrmacht im August 1940 absolvierte er eine Grundausbildung als Funker, arbeitete als Heerespsychologe bei Eignungsuntersuchungen in Stuttgart und unterrichtete im NS-Heim Nürtingen-Jungborn, bevor er im September ins SS-Hauptamt nach Berlin berufen wurde. Hier wurde er zum SS-Sturmbannführer befördert und leitete die Hauptabteilung 5 (Schrifttum und Presse) innerhalb der Amtsgruppe C 1 (Weltanschauliche Erziehung). Hier verfasste er auch Beiträge für das SS-Leitheft und bearbeitete wohl auch das Handblatt Thema 14, das der weltanschaulichen Erziehung dienen sollte.
Nach dem Krieg arbeitete Wezel zunächst einige Monate bei der Robert Bosch GmbH, bevor er wegen seiner Zugehörigkeit zum SS-Hauptamt in Lagern in Darmstadt, Dachau und Langwasser bei Nürnberg interniert wurde. Im sog. Wilhelmstraßen-Prozess ab November 1947 wurde Wezel vernommen, in seinem Spruchkammerverfahren stufte man ihn zunächst Mitläufer ein, nach Einspruch wurde die Einstufung in „Entlasteter“ geändert.
Ab 1954 unterrichtete Wezel wieder. Er wurde Oberstudienrat am Staufer-Gymnasium in Waiblingen und ab 1963 Fachleiter für Pädagogik und Psychologie am Seminar für Studienreferendare in Stuttgart. 1957 konnte er sogar die von ihm herausgegebene Reihe „Brot und Wein“ unter demselben Titel wieder aufnehmen.
Wezels Nachlass wird heute im Deutschen Literaturarchiv in Marbach verwahrt.

## Schriften
- Sprache und Geist. Der Zusammenhang von Spracherziehung und Geistesbildung im Spiegel der Philosophie der Gegenwart (= Erziehungsgeschichtliche Untersuchungen. Heft 2). Meiner, Leipzig 1935 (Tübingen, Univ., Diss. phil., 1933).
- Otto Heuschele: ein Beitrag zur Geschichte der jüngeren schwäbischen Dichtung. Strecker & Schröder, Stuttgart 1937.
- Hölderlins deutsche Sendung. In: Unterricht und Forschung, Jg. 14 (1942), S. 97–102.
- Jugend in Gesellschaft und Schule: zur Neuvermessung der Erziehungslandschaft; [Dokumentation des pädagogischen Fachseminars im Seminar für Studienreferendare, Esslingen]. Salzer, Heilbronn 1972, ISBN 3-7936-0015-7.

## Herausgeberschaften
- Anthologie Brot und Wein (1939–1943, 1957–1959)
- Der kleine Liebesgarten: Die schönsten Liebesgeschichten. KG Stuttgarter Verl., Stuttgart 1949 (Liebesgeschichten der Weltliteratur; 1).
- Ewig aber währet Liebe: Liebesnovellen der Weltliteratur. Verlag Deutsche Volksbücher, Stuttgart 1957.
- Der bittersüße Pfeil: dramatische Liebesnovellen. Cotta, Stuttgart 1962.